# Theagenes albiplaga
Theagenes albiplaga är en fjärilsart som beskrevs av Felder 1867. Theagenes albiplaga ingår i släktet Theagenes och familjen tjockhuvuden. Inga underarter finns listade i Catalogue of Life.